# Новая игра смерти
«Новая игра смерти» (кит. трад. 新死亡遊戲, палл. Синь сы ван ю си) — тайваньский боевик 1975 года с Брюсом Лаем в главной роли. Второе название — «Прощай, Брюс Ли» (англ. Goodbye Bruce Lee: His Last Game of Death).

## Сюжет
Молодого мастера боевых искусств приглашают сняться в кинофильме в качестве дублёра Брюса Ли, чтобы зрители смогли увидеть его незаконченный фильм «Игра смерти». Парень, у которого намечается свадьба, при поддержке своей будущей жены, принимает предложение режиссёра. Паре устраивают показ киноматериала незавершённой картины.
Мастер боевых искусств, молодой Ли Ханьсюн, спасая раненного незнакомца, выполняет его последнюю просьбу — передаёт его жене сумку. Жена убитого, видя желание парня помочь ей, просит бойца передать коробку её сыну. Вскоре боец обнаруживает в коробке деньги, а ещё позже пропадает его брат вместе с ними. События приводят Ханьсюна к людям преступного мира, вследствие чего он вынужден пробираться через мастеров боевых искусств из разных стран на верхний этаж башни ради спасения своей девушки Мэн Жупин.

## В ролях
- Брюс Лай — дублёр Брюса Ли / Ли Ханьсюн
- Лун Фэй[итал.] — Старик К
- Мэн Пин — Мэн Жупин
- Ван Цзинпин[кит.] — Вэйвэй, девушка дублёра
- Кэсылай
- Шаньдуши
- Шань Мао[яп.] — каратист Кин с третьего этажа башни
- Цай Хун — индиец с пятого этажа башни
- Ли Цян — самурай со второго этажа башни
- Ши Иньинь
- Вэй Куншэн — президент совета директоров Вэй
- Ван Кай — Лю Цзясин
- Тан Сючжуан
- Мэн Лимин
- Ма Чан — боец с первого этажа башни
- Линь Чун — боец с первого этажа башни

## Премьеры
На большие экраны Гонконга лента попала 29 августа 1975 года, Тайваня — 2 октября того же года.

## Оценки и критика
| Рейтинги                     | Рейтинги |
| Издание                      | Оценка   |
| ---------------------------- | -------- |
| Internet Movie Database      | [ 2 ]    |
| Douban                       | [ 3 ]    |
| Mtime                        | [ 4 ]    |
| HKCinema.ru                  | [ 5 ]    |
| Varied Celluloid             | [ 6 ]    |
| Silver Emulsion Film Reviews | [ 7 ]    |

«Самая частая мысль, что меня посещала при просмотре этого "шедевра" — его явно очень торопились снять. Единственное, что здесь реально хорошо — так это заглавная песня „King of Kung Fu“, звучащая, к счастью, очень часто. Брюс Лай же явно способен на большее, если ему дадут хорошую команду второстепенных актёров и более профессиональную съёмочную группу», — Борис Хохлов, HKCinema.ru.
«В конце фильма есть без преувеличения горстка сюжетных линий, идущих в никуда. Следить за сюжетом этого фильма невозможно, но он настолько глуп, что вам просто нужно получить от этого удовольствие. Я знаю, я чуть не умер от смеха. Такое, какое оно есть, это классическое кино. Его ни в коем случае не стоит считать "хорошим" или "достойным", но, несмотря на всю эту дерзкую глупость, я стал настоящим фанатом. Даю ему четыре из пяти!», — Varied Celluloid.
«Поклонники фильмов Bruceploitation, пожалуй, в любом случае насладятся этим, но даже тогда это довольно скудный фильм Bruceploitation. На самом деле это похоже на попытку дани уважения, чем на действительный случай использования его наследия. Несмотря на то, что в неё вкладывается огромное количество "брюсизмов", в „Новой игре смерти“ не представлены кадры похорон Брюса, которые всегда казались мне истинной линией, определяющей жанр Bruceploitation», — Уилл Коуф, Silver Emulsion Film Reviews.